# Lucecita (telenovela de 1967)
Lucecita es una de las primeras telenovelas hechas por el canal venezolano Venevisión en el año de 1967, resultando un éxito rotundo en audiencia.[cita requerida] Original de la cubana Delia Fiallo, fue protagonizada por Marina Baura y José Bardina.

## Trama
Lucecita es una muchacha que vive feliz en el campo con su madre y su perrito Manchas.
Un día bañándose en el río, Gustavo, que es el dueño de la hacienda vecina, le esconde la ropa y ella le tira piedras avergonzada de que él la vea desnuda. Gustavo se ríe divertido ante aquella salvajita. Él regresa a la ciudad, donde lleva una vida triste y sombría al estar casado con la malvada Angelina, su esposa que vive en una silla de ruedas y al cuidado de su ambiciosa madre Gabriela y de su enfermera Mirtha.
A Lucecita se le muere la madre y se va a la ciudad en busca de la buena Modesta quien es la cocinera en la casa de Gustavo. Modesta, que es la mejor amiga de la madre de Lucecita, recibe a la muchacha y se la presenta a su hijo Sergio que se enamora perdidamente de ella. Sergio trabaja como chofer en la casa de Gustavo. Modesta habla con el padre de Angelina y le consigue un puesto como sirvienta a Lucecita también en aquella casa.
En poco tiempo, el padre de Angelina se entera de que Lucecita es su hija ilegítima. De esto también se entera su esposa Gabriela y decide sacar a la muchacha de aquella casa a como dé lugar.
Gustavo y Lucecita se empiezan a enamorar, Angelina lo descubre, se llena de odio y celos, pero al enterarse de que Lucecita es su medio hermana, su odio se hace más grande.
Se descubre que Angelina nunca ha estado paralítica, que siempre lo fingió para manipular a su esposo Gustavo y evitar que él la abandonara. Solamente la malvada enfermera Mirtha sabe que Angelina camina pero decide guardar el secreto por conveniencia propia.
El padre de Lucecita y Angelina enferma gravemente y antes de morir cambia su testamento nombrando su heredera a Lucecita. Las ambiciosas Gabriela y Angelina se enteran y tras la muerte del buen hombre, esconden el testamento para que Lucecita no cobre la herencia. Lucecita es echada de aquella casa ya embarazada de Gustavo.
Angelina logra convencer a Gustavo de irse lejos de Venezuela, pero camino al aeropuerto discuten y él le echa en cara haberlo engañado fingiéndose inválida. Gustavo decide no viajar y buscar a Lucecita para ser feliz junto a ella. Angelina enloquecida de los celos se tira sobre el volante del carro provocando un accidente donde pierde la vida. Gustavo queda amnésico y la enfermera Mirtha que ha estado enamorada de él en silencio se lo lleva a España y le hace creer que es su esposa. A todas estas, ya Lucecita ha dado a luz una niña, misma niña que Mirtha se roba y que también se lleva a España y le hace creer a Gustavo que es la hija de ellos.
Pasan cinco años y Lucecita entra a trabajar a la casa de unos millonarios donde vive un ciego joven y amargado que es pintor. Poco a poco Lucecita va ganándose la amistad y el amor del ciego y él de ser un gran amargado, se transforma en un ser dulce gracias al amor de Lucecita. Regresan Gustavo, la niña y Mirtha a Venezuela. Él sigue sin memoria. Lucecita al enterarse de este regreso por su amiga Modesta, regresa a trabajar como sirvienta a la casa de Gustavo para estar cerca de su hijita de cinco años. Mirtha no puede hacer nada por evitar que Lucecita entre a la casa.
Lucecita logra estar cerca de su hija pero sin revelarle que es su verdadera madre. Gustavo, que sigue amnésico, se vuelve a enamorar de Lucecita ignorando que es su verdadero amor del pasado.
Finalmente, Gustavo recupera la memoria y Mirtha paga por sus maldades y manipulaciones. Lucecita recupera a su hija. Ahora, ella y Gustavo junto a la hijita de ambos son felices para siempre.
Fin.

## Elenco
- Marina Baura - Lucecita
- José Bardina  - Gustavo
- Esperanza Magaz  - Modesta
- Ivonne Attas - Angelina
- Gioia Lombardini  - Mirta
- Hilda Breer - Rosa
- Jose Oliva - Miguel
- Soraya Sanz
- Olga Castillo - Gabriela
- Hugo Pimentel -
- Leonardo Oliva - Alvaro
- Carmen Antillano - Doña Josefina
- Suyin Rosa
- Oscar Mendoza
- Orlando Urdaneta
- María Eugenia Domínguez
- Octavio Diaz

## Versiones
- Estrellita, esa pobre campesina; realizada en Argentina en 1968, fue protagonizada por Marta González y Germán Krauss.
- Lucecita, hecha por Venevisión en 1972 y protagonizada por Adita Riera y Humberto García.
- Virginia, tercera versión realizada en Venezuela, en 1983, protagonizada por Alba Roversi y Miguel Ángel Landa. (Versión realizada sin consentimiento de la autora).
- Estrellita mía, segunda versión realizada en Argentina, en 1987, protagonizada por Andrea del Boca y Ricardo Darín.
- Lucerito, telenovela hecha en Colombia por Jorge Barón TV en 1992 y protagonizada por Linda Lucía Callejas, Guillermo Gálvez y Natalia Ramírez.
- Luz María, realizada en Perú por la cadena América Televisión, producida por José Enrique Crousillat y protagonizada por Angie Cepeda, Christian Meier y Rosalinda Serfaty.
- Lucecita, realizada en Costa Rica por la cadena Teletica en 2012 protagonizada por Viviana Calderón y Mauricio Hoffman